# Evangelist
Naziv evangelist uporabljamo za označevanje piscev štirih kanoničnih evangelijev. 
Izraz evanglist izvira iz grške besede starogrško ευαγγέλιον [evangelion] = oznanilo, ki se je v krščanstvu začela uporabljati zlasti za štiri kanonične evangelije. V širšem pomenu se lahko besedi evangelij in evangelist nanašata tudi na nekanonične oziroma apokrifne evangelije (glej tudi: novozavezni apokrifi).
Avtorji kanoničnih evangelijev se v svojih delih sicer nikjer ne predstavijo, a krščanska tradicija že od začetka navaja, da so avtorji naslednje štiri osebe:
- Evangelist Matej
- Evangelist Marko
- Evangelist Luka
- Evangelist Janez

Pri likovnem upodabljanju vsakega od štirih evangelistov spremlja poseben simbol:
Mateja človek (angel), Marka lev (krilati lev), Luka bik (krilati bik) in Janeza orel. Ta simbolika je povezana z vizijo preroka Ezekiela (glej Ezk 1) in z vizijo svetega Janeza (glej Raz 4,1-8).